# Nagroda Bialika
Nagroda Bialika – izraelska nagroda przyznawana przez magistrat Tel Awiwu w dwóch kategoriach: literatury i myśli żydowskiej.
Nagroda została ustanowiona w 1933 celem uhonorowania żydowskiego poety, tworzącego w języku hebrajskim oraz jidysz, Chajima Nachmana Bialika. Przyznawana jest co roku.
W 1986 Nagrodę Bialika otrzymał tłumaczony na język polski Amos Oz.